# Pietro Canonica

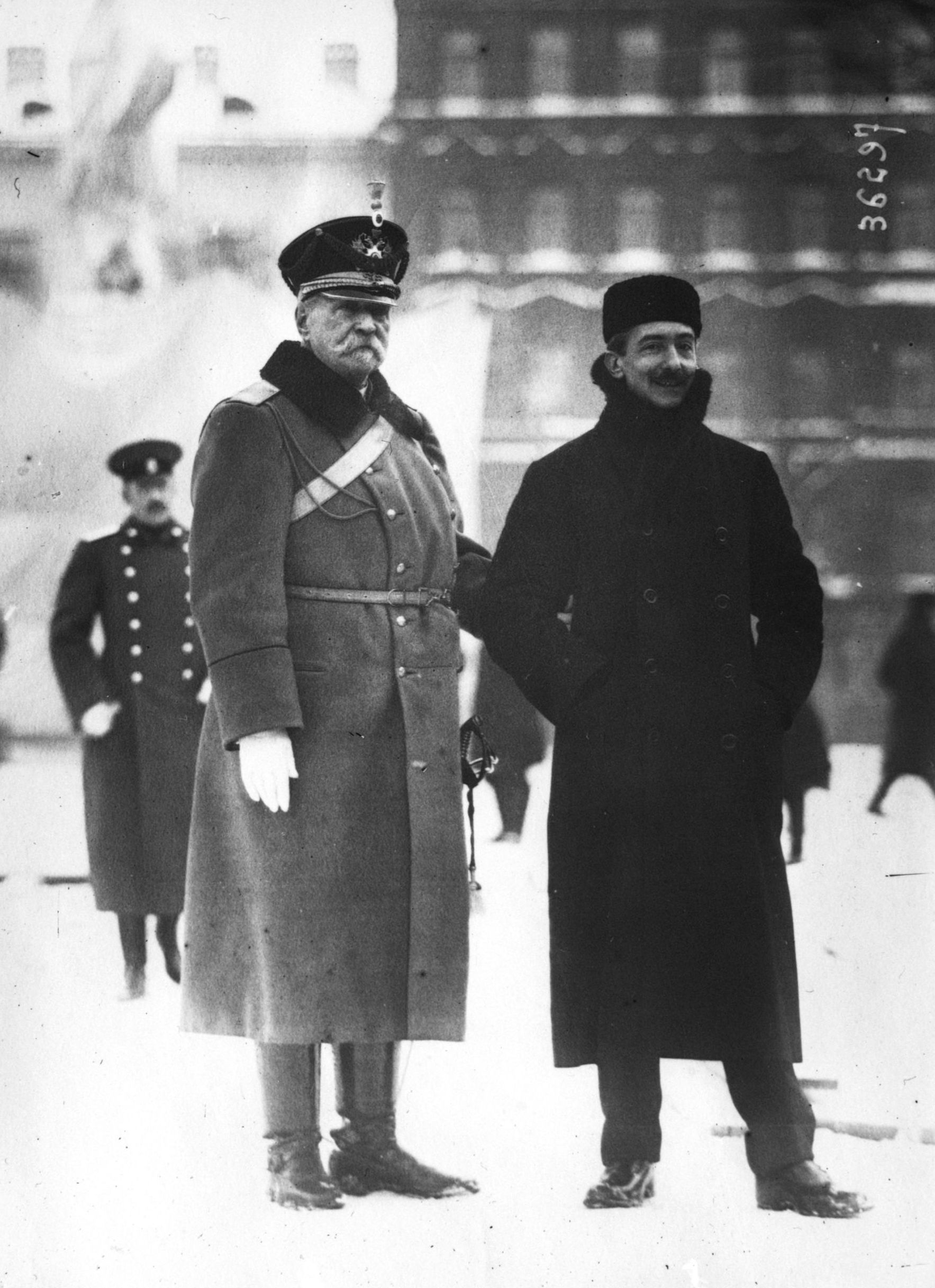
Pietro Canonica (till höger) med Georgi Skalon

Pietro Canonica, född 1 mars 1869 i Moncalieri i närheten av Turin, Italien, död 8 juni 1959 i Rom, var en italiensk skulptör.
Han började med skulptur vid tio års ålder som medhjälpare till Luca Gerosa och började vid elva års ålder på Accademia Albertina di Belle Arti i Turin, där han studerade skulptur för Enrico Gamba och Odoardo Tabacchi.
Förutom för en rad sakrala och profana skulpturer i Turin, är Pietro Canonica känd för att ha utfört påven Benedictus XV:s gravmonument (1928) i Peterskyrkan. Påven framställs bedjande stående på knä.
He var professor i skulptur på Accademia di Belle Arti di Venezia från 1930 och senare på  Accademia di Belle Arti di Roma. Han var bland de första ledamöterna i den italienska konstakademien 1929 och var också ledamot i Accademia Nazionale di San Luca .

## Fotogalleri

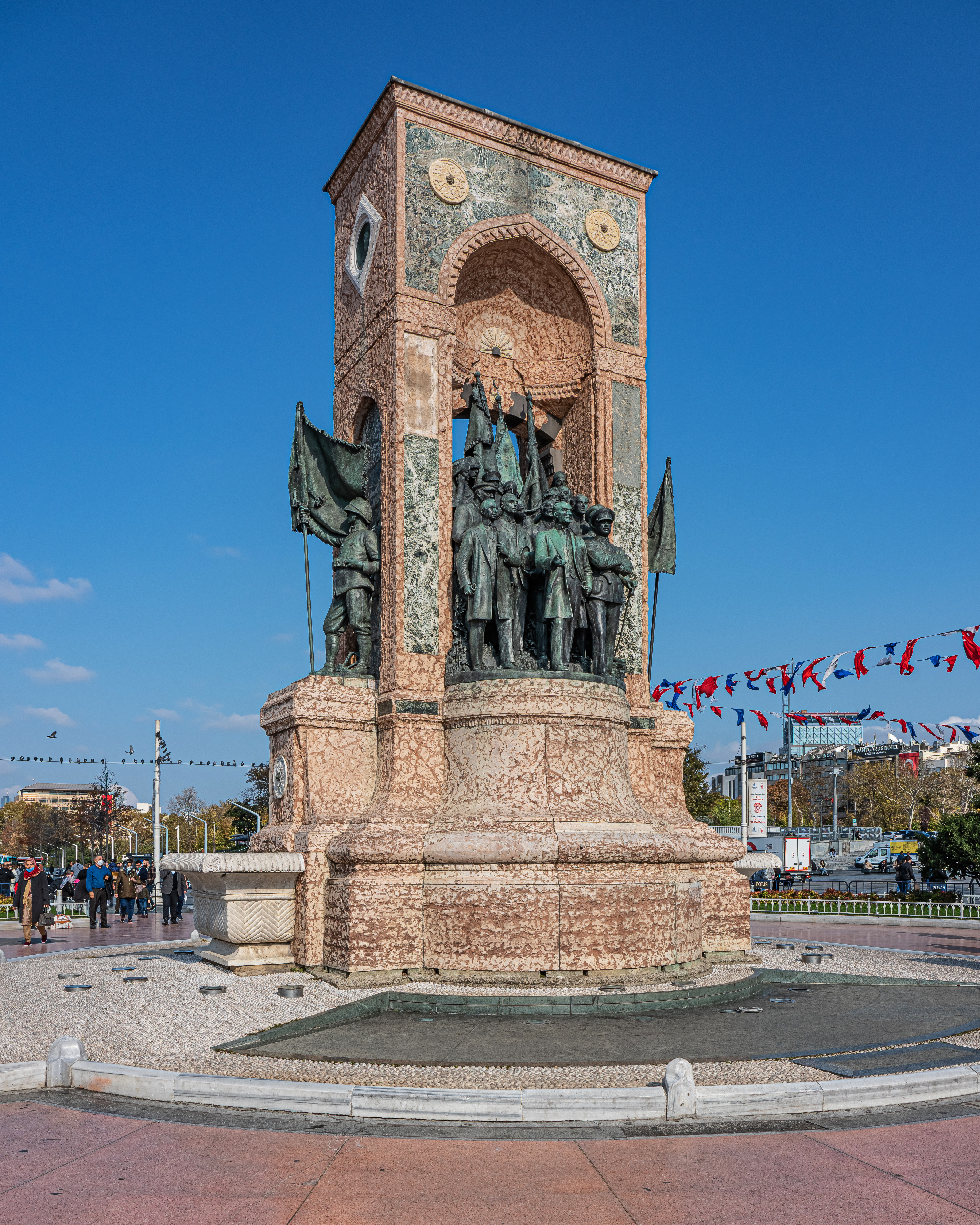
Monument i İstanbul i Turkiet
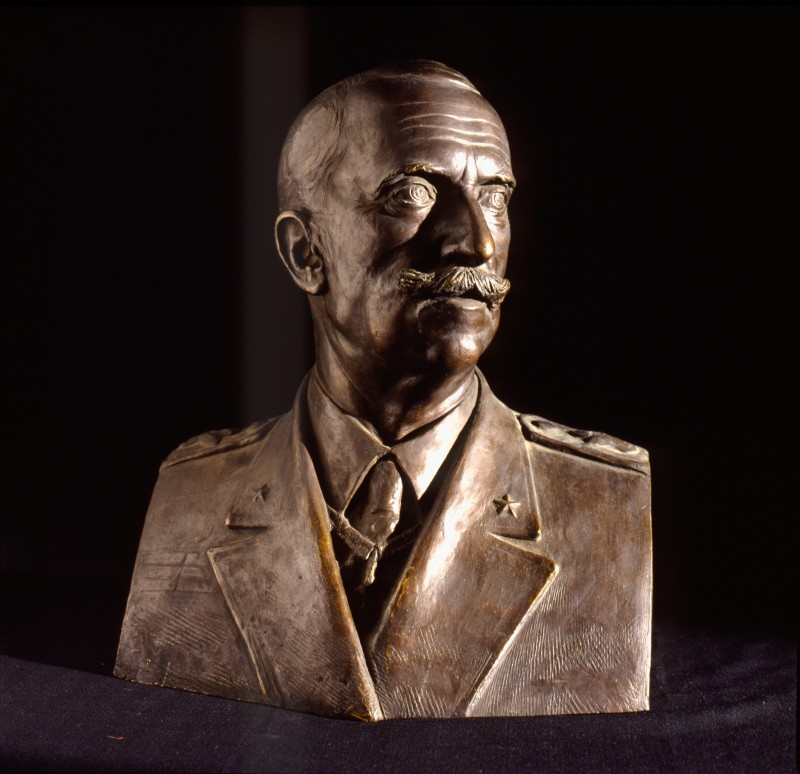
Vittorio Emanuele III, 1938
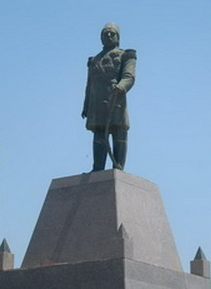
Isma'il Staty av pashan i Alexandria i Egypten